# Steph Catley
Stephanie-Elise Catley (Melbourne, 26 de janeiro de 1994) é uma futebolista profissional australiana que atua como defensora.

## Carreira
Steph Catley integrou o elenco da Seleção Australiana de Futebol Feminino, nas Olimpíadas de 2016. 